# 6533 Giuseppina
6533 Giuseppina eller 1995 DM1 är en asteroid i huvudbältet som upptäcktes 24 februari 1995 av den amerikanske astronomen Carl W. Hergenrother vid Catalina Station. Den är uppkallad efter upptäckarens mor, Josephine Hergenrother.
Asteroiden har en diameter på ungefär 7 kilometer och den tillhör asteroidgruppen Hansa.